# 씽 (2016년 영화)
씽(영어: Sing)은 2016년 공개된 미국의 애니메이션 뮤지컬 코미디 드라마 영화이다. 일루미네이션 엔터테인먼트가 제작한 영화로, 유니버설 픽처스에서 배급했다. 이 영화는 크리스토퍼 멜라단드리, 자넷 힐리가 공동 제작하고 가스 제닝스가 각본을 쓰고 감독했다. 매슈 매코너헤이, 리즈 위더스푼, 세스 맥팔레인, 스칼렛 요한슨, 존 C. 라일리, 태런 에저턴와 토리 켈리가 앙상블 목소리를 더했다. 이 영화는 의인화된 동물들의 세계관에서 몰락한 한 극장의 공개 오디션에 평범한 캐릭터들이 참여하여 변화해 가는 모습을 그린다. 이 영화에는 스티브 원더와 아리아나 그란데의 오리지널 곡을 포함한 유명 아티스트의 60곡이 넘는 노래가 포함되어 있으며, 골든글로브상에도 후보지명되었다.
2016년 9월 11일 토론토 국제 영화제에서 초연되었고, 2016년 12월 3일 마이크로소프트 극장에서 상 되었으며, 유니버설 픽처스 배급으로 미국 전역에 개봉되었다. 이 영화는 일반적으로 긍정적인 평가를 받았으며, 전 세계적으로 6억 6,300만 달러를 벌어들었다.
《씽2게더》라는 속편이 2022년 1월 5일에 공개되었다.

## 줄거리
한때 잘나갔던 문(Moon) 극장의 주인 코알라 버스터 문(매튜 맥커너히 분)은 극장을 되살리기 위해 대국민 오디션을 개최한다. 하지만 실수로 우승 상금이 1000달러에서 10만 달러로 바뀌게 되고, 이로 인해 전국 각지에서 동물들이 몰려온다. 25남매를 둔 슈퍼맘 돼지 로지타, 남자친구와 록스타의 꿈을 키우는 호저 애쉬, 범죄자 아버지를 둔 고릴라 조니, 무대가 두렵기만 한 코끼리 소녀 미나, 그리고 오직 상금이 목적인 생쥐 마이크까지 꿈을 펼치기 위해 무대를 만든다.

## 출연 (목소리)
- 버스터 문(코알라) - (더빙: 매슈 매코너헤이)
- 로지타(돼지) - (더빙: 리스 위더스푼)
- 애쉬(호저) - (더빙: 스칼렛 요한슨)
- 조니(고릴라) - (더빙: 태런 에저턴)
- 마이크(생쥐) - (더빙: 세스 맥팔레인)
- 미나(코끼리) - (더빙: 토리 켈리)
- 군터(돼지) - (더빙: 닉 크롤)
- 마이크 - (더빙: 세스 맥팔레인)
- 노먼(로지타의 남편) - (더빙: 닉 오퍼맨)
- 에디(양) - (더빙: 존 C. 라일리)
- 나나 누들먼(에디의 할머니)(성우: 제니퍼 샌더스, 노래: 제니퍼 허드슨)
- 빅대디(조니 아버지) - (더빙: 피터 세라피노윅)
- 미나 할아버지 - (더빙: 제이 파로아)
- 랜스(애쉬의 남자친구) - (더빗: 백 베넷)
- 미나 엄마 - (더빙: 레슬리 존스)
- 미나 할머니 - (더빙: 라레인 뉴먼)
- 주디스 - (더빙: 레아 펄만)
- 스탠 - (더빙: 애덤 벅스턴)
- 미스 크롤리(도마뱀) - (더빙: 가스 제닝스)
- 뉴스 리포터(개) - (더빙: 빌 파머)

## 대한민국판 더빙
- 버스터 문(코알라) - (더빙: 윤용식)
- 로지타(돼지) - (더빙: 한경화)
- 애쉬(호저) - (더빙: 김도영)
- 조니(고릴라) - (더빙: 심규혁)
- 마이크(생쥐) - (더빙: 권창욱)
- 미나(코끼리) - (더빙: 채민지)
- 군터(돼지) - (더빙: 남도형)
- 노먼(로지타의 남편)(성우: 이인석)
- 에디(양) - (더빙: 김혜성)
- 나나 누들먼(에디의 할머니) - (더빙: 이선주)
- 빅대디(조니 아버지) - (더빙: 민응식)
- 미나 할아버지 - (더빙: 소정환)
- 랜스(애쉬의 남자친구) - (더빙: 이현)
- 미나 엄마 - (더빙: 전숙경)
- 미스 크롤리(도마뱀) - (더빙: 정재헌)
- 단역 성우(대한민국): 조예신, 원호섭, 최승훈, 최낙윤, 이재범, 한신, 조민수, 박고운, 정주원, 강시현, 김현수

## 일본판 더빙
| 배역                       | 오리지널 영어판 (더빙)                  | 일본판 (더빙)                                                                           |
| -------------------------- | --------------------------------------- | --------------------------------------------------------------------------------------- |
| 버스터 문(코알라)          | 매슈 매코너헤이                         | 우치무라 테루요시                                                                       |
| 애쉬(호저)                 | 스칼렛 요한슨                           | 나가사와 마사미                                                                         |
| 조니(고릴라)               | 태런 에저턴                             | 오하시 다쿠야 (스키마스위치)                                                            |
| 미나(코끼리)               | 토리 켈리                               | MISIA                                                                                   |
| 군터(돼지)                 | 닉 크롤                                 | 사이토 츠카사                                                                           |
| 마이크(생쥐)               | 세스 맥팔레인                           | 야마데라 고이치                                                                         |
| 로지타(돼지)               | 리즈 위더스푼                           | 사카모토 마아야                                                                         |
| 미스 크롤리(도마뱀)        | 가스 제닝스                             | 타나카 마유미                                                                           |
| 에디(양)                   | 존 C. 라일리                            | 미야노 마모루                                                                           |
| 레이                       |                                         | 미야노 마모루                                                                           |
| 나나 누들먼(에디의 할머니) | 제니퍼 샌더스(더빙) 제니퍼 허드슨(노래) | 다이치 마오                                                                             |
| 랜스(애쉬의 남자친구)      | 백 베넷                                 | 타니야마 키쇼                                                                           |
| 빅대디(조니 아버지)        | 피터 세라피노윅                         | 이시즈카 운쇼                                                                           |
| 베티                       | 타라 스트롱                             | 미즈키 나나                                                                             |
| 낸시                       | 타라 스트롱                             |                                                                                         |
| 미나의 할아버지            | 제이 파로아                             | 테즈카 히데아키                                                                         |
| 미나의 할머니              | 라레인 뉴먼                             | 토모에 세이코                                                                           |
| 미나의 어머니              | 레슬리 존스                             | 쿠지라                                                                                  |
| 다니엘                     | 모리스 라마루슈                         | 가와구치 쿄고                                                                           |
| 리처드                     |                                         | MC☆ニガリa.k.a赤い稲妻                                                                  |
| 악어                       |                                         | Rude-α                                                                                  |
| 거북이                     |                                         | 타케모토 케이치                                                                         |
| 거미들                     |                                         | MARU                                                                                    |
| 리키                       |                                         | 키무라 스바루                                                                           |
| 하우이                     |                                         | 무라세 아유무                                                                           |
| 카이                       |                                         | 카키하라 테츠야                                                                         |
| 토끼 3인조                 |                                         | 시게모토 코토리 사쿠라 아야네 츠지 미유                                                 |
| 노먼                       | 닉 오퍼먼                               | 나라 토오루                                                                             |
| 조이                       |                                         | 킨교 와카나                                                                             |
| 보스(곰)                   | 짐 커밍스                               | 미야케 켄타                                                                             |
| 給仕長                     |                                         | 나카 히로시                                                                             |
| 지점장(황소)               |                                         | 모가미 츠구오                                                                           |
| 비비                       |                                         | 야베 마사히토                                                                           |
| 주디스                     | 레아 조 펄먼                            | 카이덴 미치코                                                                           |
| 화가(침팬지)               |                                         | 이와사키 료타                                                                           |
| 핼리                       |                                         | 후지와라 타카히로                                                                       |
| 에디의 엄마                |                                         | 하세가와 노도카                                                                         |
| 인근의 여성 비비           |                                         | 마루야마 나오미                                                                         |
| 피토                       |                                         | 무라카미 유야                                                                           |
| 까다로운 드라이버          |                                         | 오쿠마 켄타                                                                             |
| 고양이(고양이)             |                                         | 하타나카 타스쿠                                                                         |
| 밥                         | 빌 파머                                 |                                                                                         |
| 스탠                       | 아담 백스톤                             |                                                                                         |
| 배리                       | 제스 하넬                               |                                                                                         |
| 그 외                      |                                         | 쿠스노키 타이텐 오오츠카 호우츄 이와사키 히로시 유우키 아오이 겐다 테쇼 오치아이 코우지 |

## 사운드 트랙
영화의 사운드 트랙 앨범은 2016년 12월 21일에 발표되었다.

## 개봉
거의 완성된 영화는 2016년 9월 11일부터 토론토 국제 영화제에서 진행 중인 작품으로 상영되었다. 유니버설 스튜디오는 2016년 12월 21일에 영화를 개봉했다.

## 속편
2017년 1월 25일, 유니버설과 일루미네이션은 당초 2020년 12월 25일에 공개될 예정인 후속편에 대한 계획을 발표했다.